# Darreh-ye Ebrāhīm
Darreh-ye Ebrāhīm (persiska: دَرِّۀ اِبراهيم, دَرِّه اِبراهيم, درّه ابراهیم) är en ort i Iran.   Den ligger i provinsen Hamadan, i den nordvästra delen av landet, 300 km sydväst om huvudstaden Teheran. Darreh-ye Ebrāhīm ligger 1 735 meter över havet och antalet invånare är 473.
Terrängen runt Darreh-ye Ebrāhīm är huvudsakligen kuperad, men söderut är den bergig.Runt Darreh-ye Ebrāhīm är det ganska tätbefolkat, med 72 invånare per kvadratkilometer. Närmaste större samhälle är Nahāvand, 10,1 km norr om Darreh-ye Ebrāhīm. Trakten runt Darreh-ye Ebrāhīm består till största delen av jordbruksmark.